# Любушки (громада)
Любушки (хорв. Općina Ljubuški, босн. Opština Ljubuški, серб. Општина Љубушки) — боснійська громада, розташована в Західногерцеговинському кантоні Федерації Боснії і Герцеговини. Адміністративним центром є місто Любушки. Абсолютна більшість населення — боснійські хорвати.
| Боснія і Герцеговина | Це незавершена стаття з географії Боснії і Герцеговини. Ви можете допомогти проєкту, виправивши або дописавши її. |